# 第53回有馬記念
第53回有馬記念（だい53かいありまきねん）は、2008年（平成20年）12月28日に中山競馬場で施行された競馬競走である。ダイワスカーレットが逃げ切り、トウメイ以来37年ぶり4頭目の牝馬による有馬記念制覇の快挙を達成した。

## レース概要
2008年の中央競馬の総決算となる1戦である。2007年から国際競走となり外国馬が6頭まで出走可能となっていたが2007年に続いて登録馬はなかった。なお、ジャパンカップに出走したパープルムーンが予備登録をおこなっていたが、その後辞退した。
メイショウサムソンは2008年一杯で現役を引退することが既に発表されており、今回がラストランとなる。
コスモバルクは5年連続での出走となり、これはスピードシンボリ、メジロファントム、ナイスネイチャと並んで最多タイとなる。

## ファン投票の結果
- 最終順位上位20頭
- 最終登録を行った馬のうち、最終順位21位以下で100位までに入った馬の順位

## レース施行前の状況

### 各馬の状況
ファン投票20位以内の馬のうち、1位のウオッカと5位のディープスカイ、6位のオウケンブルースリはジャパンカップ後休養にあてるため回避した。地方からはコスモバルクが出走を表明していた。外国馬の登録はなかった。

### 登録及び施行直前の状況
フルゲート16頭に対し20頭の登録があった。このうち、休み明けで挑む予定だった同年の宝塚記念馬エイシンデピュティが、12月24日の調教中に右前脚のけい靱帯を損傷、翌日に回避が発表されるなど、最終的には6頭の馬が回避したため、登録馬全てが出走にこぎつけることができた。
レース直前の単勝オッズ1桁台の馬は以下の4頭であった。
1番人気はダイワスカーレット。3歳時に牝馬限定GIを3勝し、前年の同レースでも2着に入線した。2008年に入って産経大阪杯に勝ち、故障・長期休養明けとなった秋の天皇賞でも直線の長い府中でハイペースで逃げながらレコード決着となったウオッカとはハナ差の2着に粘るなど、一線級の牡馬と比較しても遜色ない実績を残していた。
2番人気はマツリダゴッホ。昨年の覇者で2008年に入っても日経賞やオールカマーに勝つなど、中山では安定した成績を残していた。
3番人気はスクリーンヒーロー。2008年に入ってアルゼンチン共和国杯を勝ち、その勢いでジャパンカップを9番人気ながら並み居る強豪を抑えて制した上がり馬であった。しかし、2008年の夏以降ほぼ使いづめであるなど、状態面や、前走がスローペースに恵まれただけと評価する向きもあった。
4番人気はメイショウサムソン。3歳時と4歳時にGIを4勝した実績馬だが、2008年に入ってからは2着が最高で特に秋以降は走りに精彩を欠いていた。同馬はこのレースを最後に引退することが発表されていた。

## 出走馬と枠順
2008年12月28日　第5回中山競馬第8日目　第10競走
天気：晴、馬場状態：良、発走時刻：15時25分
負担重量は4歳以上馬57kg、3歳馬55kg、牝馬は2kg減
| 枠番 | 馬番 | 競走馬名           | 性齢 | 騎手       | オッズ       | 調教師     | 馬主                     | ファン投票 |
| ---- | ---- | ------------------ | ---- | ---------- | ------------ | ---------- | ------------------------ | ---------- |
| 1    | 1    | カワカミプリンセス | 牝5  | 横山典弘   | 19.0（6人）  | 西浦勝一   | 三石川上牧場             | 7位        |
| 2    | 2    | ベンチャーナイン   | 牡3  | 柴田善臣   | 80.0（13人） | 小檜山悟   | 本杉芳郎                 |            |
| 3    | 3    | コスモバルク       | 牡7  | 松岡正海   | 75.7（12人） | 田部和則   | ビッグレッドファーム     |            |
| 3    | 4    | エアジパング       | 騙5  | 藤田伸二   | 54.4（11人） | 藤原英昭   | ラッキーフィールド       |            |
| 4    | 5    | フローテーション   | 牡3  | C.ルメール | 27.3（8人）  | 橋口弘次郎 | 臼田浩義                 |            |
| 4    | 6    | エアシェイディ     | 牡7  | 後藤浩輝   | 36.1（10人） | 伊藤正徳   | ラッキーフィールド       | 23位       |
| 5    | 7    | アルナスライン     | 牡4  | O.ペリエ   | 18.3（5人）  | 松元茂樹   | （有）サンデーレーシング | 16位       |
| 5    | 8    | スクリーンヒーロー | 牡4  | M.デムーロ | 6.4（3人）   | 鹿戸雄一   | 吉田照哉                 | 50位       |
| 6    | 9    | メイショウサムソン | 牡5  | 武豊       | 8.4（4人）   | 高橋成忠   | 松本好雄                 | 3位        |
| 6    | 10   | マツリダゴッホ     | 牡5  | 蛯名正義   | 4.4（2人）   | 国枝栄     | 高橋文枝                 | 4位        |
| 7    | 11   | ドリームジャーニー | 牡4  | 池添謙一   | 24.1（7人）  | 池江泰寿   | （有）サンデーレーシング | 11位       |
| 7    | 12   | アサクサキングス   | 牡4  | 四位洋文   | 29.5（9人）  | 大久保龍志 | 田原慶子                 | 8位        |
| 8    | 13   | ダイワスカーレット | 牝4  | 安藤勝己   | 2.6（1人）   | 松田国英   | 大城敬三                 | 2位        |
| 8    | 14   | アドマイヤモナーク | 牡7  | 川田将雅   | 90.2（14人） | 松田博資   | 近藤利一                 |            |

## レース結果

### レース展開
ゲートが開くと、好スタートを切ったダイワスカーレットが外枠の影響もなくハナを切った。その直後にカワカミプリンセス、メイショウサムソン、アサクサキングスあたりのGI馬が先行集団を形成し、同じく先行すると思われていたマツリダゴッホは外枠発走でさらに蛯名騎手が内に入れようとした際にスクリーンヒーローに外に押し出されるかたちで後方に控える格好となった。
1000m通過タイムは59秒6と2500m戦としては比較的早いペースとなり、メイショウサムソンら先行勢が4コーナーでダイワスカーレットに詰め寄るも早々と失速し、代わってスクリーンヒーローがマツリダゴッホに大外を回らせるため同馬の捲りに併せて早仕掛けで2番手に進出するもこちらも直線で脚色が鈍くなる。ところが、先頭を走っていたダイワスカーレットの脚色は直線でも衰えるどころか逆に加速し後続を突き放した。
先行勢が淀みないペースで崩れたため、後方からアドマイヤモナークやエアシェイディ等、後方でレースを進めた馬が追い込んできたが、ダイワスカーレットは既に十分なセーフティーリードを保っておりそのまま先頭でゴールインし、トウメイ以来37年ぶり4頭目の牝馬による有馬記念制覇の快挙を達成した。
一方、連覇の期待のかかった2番人気のマツリダゴッホは12着、4番人気でラストランとなったメイショウサムソンは8着とそれぞれ惨敗した。

### レース着順

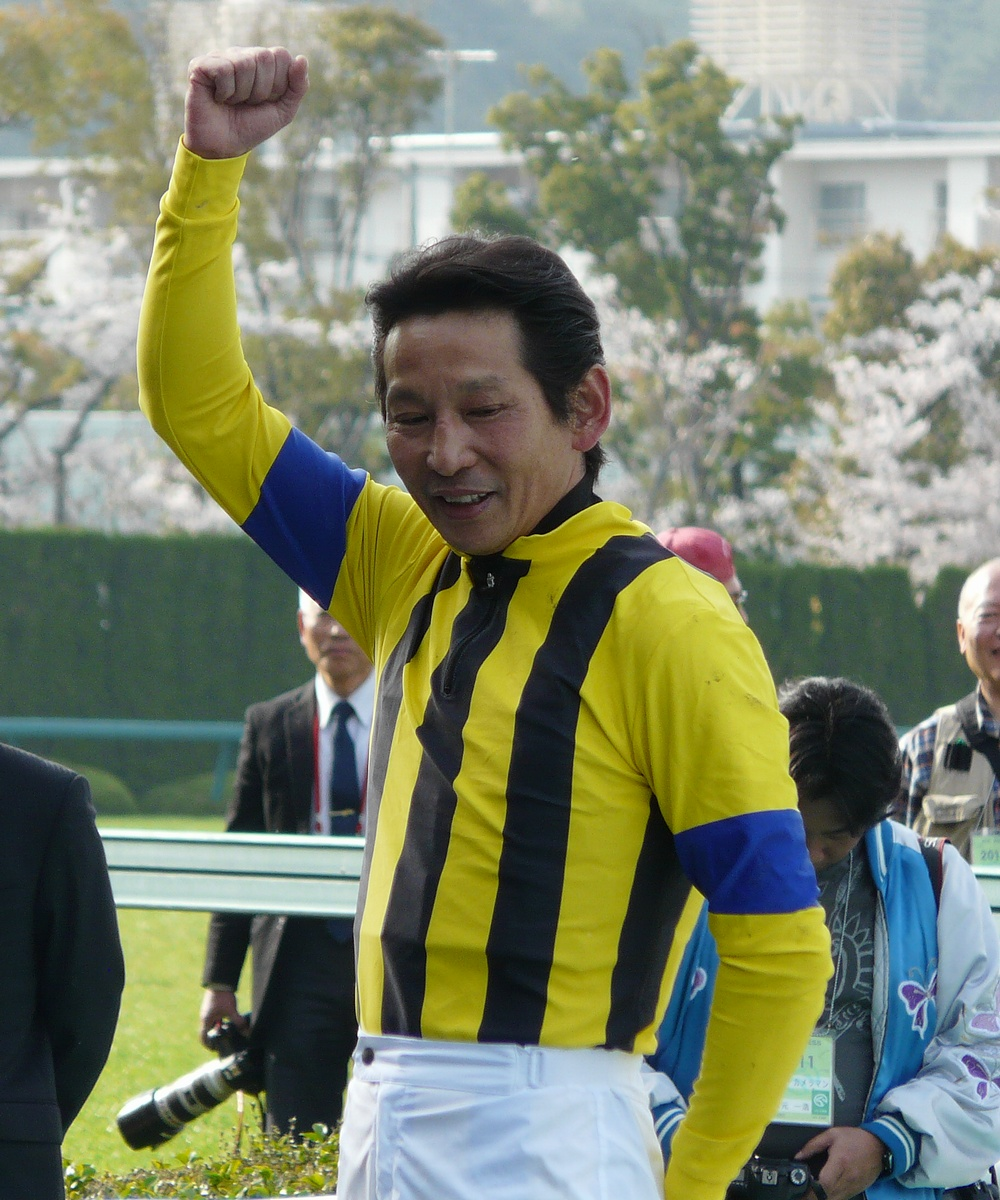
勝利騎手・安藤勝己
（2011年4月10日）

| 着順 | 馬番 | 競走馬名           | タイム | 着差  | 上がり3ハロン |
| ---- | ---- | ------------------ | ------ | ----- | ------------- |
| 1    | 13   | ダイワスカーレット | 2:31.5 |       | 36.4          |
| 2    | 14   | アドマイヤモナーク | 2:31.8 | 1.3/4 | 35.8          |
| 3    | 6    | エアシェイディ     | 2:31.9 | 3/4   | 36.4          |
| 4    | 11   | ドリームジャーニー | 2:31.9 | ハナ  | 35.9          |
| 5    | 8    | スクリーンヒーロー | 2:32.0 | クビ  | 36.5          |
| 6    | 7    | アルナスライン     | 2:32.2 | 1     | 36.4          |
| 7    | 1    | カワカミプリンセス | 2:32.5 | 2     | 37.0          |
| 8    | 9    | メイショウサムソン | 2:32.5 | ハナ  | 37.3          |
| 9    | 5    | フローテーション   | 2:32.7 | 1.1/4 | 37.5          |
| 10   | 2    | ベンチャーナイン   | 2:32.7 | クビ  | 36.8          |
| 11   | 3    | コスモバルク       | 2:32.8 | 1/2   | 37.0          |
| 12   | 10   | マツリダゴッホ     | 2:33.1 | 1.3/4 | 37.5          |
| 13   | 4    | エアジパング       | 2:33.9 | 5     | 38.3          |
| 14   | 12   | アサクサキングス   | 2:34.3 | 2.1/2 | 39.1          |

#### データ
| 1000m通過タイム     | 59.6秒（ダイワスカーレット） |
| 上がり4ハロン       | 48.3秒                       |
| 上がり3ハロン       | 36.4秒                       |
| 優勝馬上がり3ハロン | 同上                         |
| 上がり最速          | 35.8秒（アドマイヤモナーク） |

### 払戻
| 単勝   | 13          | 260円     |
| 複勝   | 13          | 130円     |
| 複勝   | 14          | 2,280円   |
| 複勝   | 6           | 600円     |
| 枠連   | 8 - 8       | 18,640円  |
| 馬連   | 13 - 14     | 29,490円  |
| 馬単   | 13 > 14     | 33,490円  |
| ワイド | 13 - 14     | 7,160円   |
| ワイド | 6 - 13      | 1,360円   |
| ワイド | 6 -14       | 28,200円  |
| 3連複  | 6 - 13 - 14 | 192,500円 |
| 3連単  | 13 >14 > 6  | 985,580円 |

## 達成された記録
- 牝馬の優勝は1959年のガーネツト、1960年のスターロツチ、1971年のトウメイに続く37年ぶり4頭目。また、逃げ切りも1974年のタニノチカラ、1992年のメジロパーマー、1995年のマヤノトップガンに続いて4頭目であるが、共に1番人気での優勝は初めてである。
- 鞍上の安藤勝己は中山の芝重賞かつGI初制覇、ならびに史上7人目の中央競馬全5場GI制覇達成。GI勝利はブエナビスタで制した本年の阪神ジュベナイルフィリーズ以来、通算18勝目。
- 三連単の98万馬券は有馬記念史上最高額。

## 入場者数・レース売り上げ
- 入場人員　117,093人　（前年比106.1%）
- 売上金　　42,867,705,100円　（前年比94.9%）

## レースにまつわるエピソード
- 後にブレイクしたタレント・スギちゃん（当時は杉山えいじ）が馬単を1万円購入し的中。334万9千円の配当を得た。
- 3連単98.558万円は、3連単としては同レース史上最高配当となった[1]。
- ダイワスカーレットはこの後屈腱炎により引退を余儀なくされたが、有馬記念勝利後に故障のため次走の前に引退となった馬は2024年現在ダイワスカーレットが最後である[2]。

## テレビ・ラジオ中継
本レースのテレビ・ラジオ放送の実況担当者
- 日本放送協会（NHK）[3]
  - 実況：藤井康生
  - パドック実況：刈屋富士雄
  - 番組司会：福澤浩行
  - 解説：鈴木康弘（日本調教師会名誉会長）
  - リポーター：鈴木梢
- ラジオNIKKEI：小林雅巳
- フジテレビ
  - 実況：三宅正治
  - 解説：井崎脩五郎（競馬評論家）、岡部幸雄（元JRA騎手・有馬記念3勝騎手）
  - パドック実況：吉田伸男